# Textilní tisk přenosem
Tisk přenosem je technologie nepřímého potiskování textilií.

## Princip tisku přenosem
Papírový pás, jehož délka musí být přesně stejná jako zpracovaná textilie, se potiskuje mnohobarevným, většinou jemným vzorem, často také sublimačními barvivy s plynulým přechodem mezi barevnými odstíny. Textilie probíhá současně s papírem kalandrem ohřívaným na 160-220 °C, čímž se přenáší vzorek z papíru na textilii. Polyester a směsi s nižším obsahem přírodních vláken se potiskuje bez problémů, pro přírodní vlákna se musí použít speciální papír nebo zvláštní předúprava. .

## Použití
Technologie se zakládá na patentu firmy Celanese z roku 1927, realizována byla však teprve v roce 1953 italskou firmou Stampa Tessuti . (Některé odborné publikace považují za začátek komerčního využití tohoto patentu rok 1951 u firmy DuPont ).
Použití potiskování přenosem jako technologie suchého zahřívání se značně rozšířilo, protože např. pro stejné vzorování filmovým tiskem by bylo zapotřebí 15-20 šablon a pro fully fashion, kravaty nebo potahy deštníků se dají tisknout velikosti přiměřené vzory i u malých sérií.
Nevýhoda technologie je, že barvivo se napouští jen na povrch zboží (rubní strana zůstává bílá) a textilie s jemným rýhováním se mezi očky nebo odstávajícími nitěmi obarvují světleji.
K potiskování velkých sérií se používá podtlakový kalandr s vysokým podtlakem, který připouští při celoplošném tlaku o 20 °C nižší teploty. Přebytečné barvivo se nemusí vypírat, protože zbytek barvy zůstává na podkladovém papíře.
Známé firmy: Star Stampa Tessuti, Etchprint, SABA, Sublistatic, Sublix, Flock-Transferdruck .